# Santa Okockytė
Santa Okockytė, po mężu Baltkojiene (ur. 3 lutego 1992 w Kownie) – litewska koszykarka występująca na pozycji rozgrywającej, obecnie zawodniczka Aistes LSMU Kowno.
23 maja 2018 została zawodniczką Arki Gdynia.

## Osiągnięcia
Stan na 16 lutego 2020, na podstawie, o ile nie zaznaczono inaczej..
Drużynowe
- Mistrzyni:
  - Ligi Bałtyckiej (2011, 2012)
  - Litwy (2011, 2012, 2016)
- Wicemistrzyni:
  - Litwy (2015)
  - Szwecji (2017)
  - Niemiec (2018)
- Brąz mistrzostw Polski (2019)[4]
- Zdobywczyni pucharu Litwy (2012, 2020[5])
- Finalistka pucharu:
  - Litwy (2011, 2015)
  - Niemiec (2018)
- Uczestniczka rozgrywek:
  - Euroligi (2011/2012)
  - Eurocup (2016–2018)

Indywidualne
(* – nagrody przyznane przez eurobasket.com)
- MVP*:
  - sezonu ligi litewskiej (2016)
  - finałów ligi litewskiej (2016)
  - tygodnia ligi szwedzkiej (13 – 2016/2017)
- Najlepsza zawodniczka ligi litewskiej, występująca na pozycji obronnej (2016)*
- Zaliczona do :
  - I składu ligi:
    - litewskiej (2016)
    - szwedzkiej (2017)

  - II składu ligi litewskiej (2013, 2015)
  - składu honorable mention ligi:
    - bałtyckiej (2014)
    - litewskiej (2011)
- Liderka:
  - strzelczyń ligi litewskiej (2011, 2016)
  - w asystach ligi litewskiej (2016)

Reprezentacja
- Uczestniczka mistrzostw Europy:
  - 2015 – 8. miejsce
  - U–20 (2011 – 11. miejsce, 2012 – 9. miejsce)
  - U–18 (2009 – 6. miejsce, 2010 – 6. miejsce)
  - U–16 (2007, 2008)
- Zaliczona do składu honorable mention mistrzostw Europy U–20 (2011)